# Campionato mondiale di motocross 1998
Il campionato mondiale di motocross del 1998, fu la quarantaduesima edizione, si è disputato su 16 prove dal 29 marzo al 12 settembre 1998.
Al termine della stagione il belga Joël Smets si è aggiudicato il titolo per la classe 500cc, il francese Sébastien Tortelli si è aggiudicato la 250cc e l'altro italiano Alessio Chiodi ha conquistato la classe 125cc.

## 500 cc

### Calendario
| Prova | Data      | Gran Premio                       | Località      | Vincitore gara 1 | Vincitore gara 2 | Vincitore GP     |
| ----- | --------- | --------------------------------- | ------------- | ---------------- | ---------------- | ---------------- |
| 1     | 5 aprile  | Gran Premio d'Italia              | Mantova       | Andrea Bartolini | Joël Smets       | Andrea Bartolini |
| 2     | 19 aprile | Gran Premio di Svizzera           | Payerne       | Darryl King      | Joël Smets       | Darryl King      |
| 3     | 26 aprile | Gran Premio d'Austria             | Schwanenstadt | Darryl King      | Bernd Eckenbach  | Bernd Eckenbach  |
| 4     | 10 maggio | Gran Premio di Svezia             | Västerås      | Andrea Bartolini | Joël Smets       | Joël Smets       |
| 5     | 17 maggio | Gran Premio di Finlandia          | Ruskeasanta   | Joël Smets       | Joël Smets       | Joël Smets       |
| 6     | 7 giugno  | Gran Premio di Spagna             | Osuna         | Andrea Bartolini | Joël Smets       | Andrea Bartolini |
| 7     | 21 giugno | Gran Premio della Repubblica Ceca | Loket         | Joël Smets       | Joël Smets       | Joël Smets       |
| 8     | 28 giugno | Gran Premio di Slovacchia         | Sverepec      | Andrea Bartolini | Andrea Bartolini | Andrea Bartolini |
| 9     | 19 luglio | Gran Premio di Francia            | Ernée         | Joël Smets       | Joël Smets       | Joël Smets       |
| 10    | 2 agosto  | Gran Premio di Belgio             | Namur         | Stefan Everts    | Stefan Everts    | Stefan Everts    |
| 11    | 9 agosto  | Gran Premio dei Paesi Bassi       | Rhenen        | Joël Smets       | Joël Smets       | Joël Smets       |
| 12    | 29 agosto | Gran Premio di Germania           | Wächtersbach  | Joël Smets       | Bernd Eckenbach  | Joël Smets       |

### Classifica finale piloti
| Pos. | Pilota             | Moto      | Punti |
| ---- | ------------------ | --------- | ----- |
| 1    | Joël Smets         | Husaberg  | 404   |
| 2    | Darryl King        | Husqvarna | 330   |
| 3    | Peter Johansson    | Yamaha    | 250   |
| 4    | Bernd Eckenbach    | Husqvarna | 232   |
| 5    | Andrea Bartolini   | Yamaha    | 225   |
| 6    | Gert-Jan Van Doorn | Honda     | 211   |
| 7    | Robert Herring     | Honda     | 199   |
| 8    | Shayne King        | KTM       | 173   |
| 9    | Erwin Machtlinger  | Honda     | 161   |
| 10   | Joan Boonen        | Husqvarna | 127   |

## 250 cc

### Calendario
| Prova | Data         | Gran Premio                  | Località             | Vincitore gara 1   | Vincitore gara 2   | Vincitore GP       |
| ----- | ------------ | ---------------------------- | -------------------- | ------------------ | ------------------ | ------------------ |
| 1     | 29 marzo     | Gran Premio di Spagna        | Talavera de la Reina | Pit Beirer         | Stefan Everts      | Stefan Everts      |
| 2     | 5 aprile     | Gran Premio del Portogallo   | Águeda               | Tallon Vohland     | Stefan Everts      | Stefan Everts      |
| 3     | 19 aprile    | Gran Premio dei Paesi Bassi  | Valkenswaard         | Sébastien Tortelli | Stefan Everts      | Sébastien Tortelli |
| 4     | 26 aprile    | Gran Premio di Francia       | Villars-sous-Écot    | Stefan Everts      | Stefan Everts      | Stefan Everts      |
| 5     | 10 maggio    | Gran Premio d'Europa         | Lovanio              | Sébastien Tortelli | Sébastien Tortelli | Sébastien Tortelli |
| 6     | 24 maggio    | Gran Premio di Gran Bretagna | Foxhill              | Sébastien Tortelli | Sébastien Tortelli | Sébastien Tortelli |
| 7     | 7 giugno     | Gran Premio d'Italia         | Asti                 | Stefan Everts      | Sébastien Tortelli | Stefan Everts      |
| 8     | 14 giugno    | Gran Premio di Cechia        | Jinín                | Sébastien Tortelli | Pit Beirer         | Pit Beirer         |
| 9     | 28 giugno    | Gran Premio d'Italia         | Montevarchi          | Stefan Everts      | Sébastien Tortelli | Sébastien Tortelli |
| 10    | 19 luglio    | Gran Premio del Venezuela    | Maracay              | Stefan Everts      | Sébastien Tortelli | Stefan Everts      |
| 11    | 26 luglio    | Gran Premio del Brasile      | Belo Horizonte       | Sébastien Tortelli | Sébastien Tortelli | Sébastien Tortelli |
| 12    | 9 agosto     | Gran Premio di Germania      | Teutschenthal        | Stefan Everts      | Stefan Everts      | Stefan Everts      |
| 13    | 16 agosto    | Gran Premio del Belgio       | Mol                  | Stefan Everts      | Stefan Everts      | Stefan Everts      |
| 14    | 30 agosto    | Gran Premio di Polonia       | Gdynia               | Stefan Everts      | Stefan Everts      | Stefan Everts      |
| 15    | 6 settembre  | Gran Premio di Svizzera      | Roggenburg           | Sébastien Tortelli | Sébastien Tortelli | Sébastien Tortelli |
| 16    | 12 settembre | Gran Premio di Grecia        | Megalopoli           | Sébastien Tortelli | Sébastien Tortelli | Sébastien Tortelli |

### Classifica finale piloti
| Pos. | Pilota             | Moto     | Punti |
| ---- | ------------------ | -------- | ----- |
| 1    | Sébastien Tortelli | Kawasaki | 563   |
| 2    | Stefan Everts      | Honda    | 555   |
| 3    | Pit Beirer         | Honda    | 402   |
| 4    | Marnicq Bervoets   | Suzuki   | 288   |
| 5    | Frédéric Bolley    | Honda    | 279   |
| 6    | Tallon Vohland     | Yamaha   | 275   |
| 7    | Joakim Karlsson    | Honda    | 245   |
| 8    | Mickaël Maschio    | Yamaha   | 213   |
| 9    | Leon Giesbers      | KTM      | 174   |
| 10   | Paul Cooper        | Kawasaki | 135   |

## 125 cc

### Calendario
| Prova | Data      | Gran Premio                  | Località        | Vincitore gara 1 | Vincitore gara 2 | Vincitore GP     |
| ----- | --------- | ---------------------------- | --------------- | ---------------- | ---------------- | ---------------- |
| 1     | 5 aprile  | Gran Premio del Brasile      | Indaiatuba      | Alessio Chiodi   | Erik Camerlengo  | Alessio Chiodi   |
| 2     | 19 aprile | Gran Premio di Spagna        | Bellpuig        | Alessandro Puzar | Alessandro Puzar | Alessandro Puzar |
| 3     | 17 maggio | Gran Premio di Slovenia      | Orehova Vas     | Alessio Chiodi   | Alessio Chiodi   | Alessio Chiodi   |
| 4     | 24 maggio | Gran Premio di Gran Bretagna | Foxhill         | Alessio Chiodi   | Alessio Chiodi   | Alessio Chiodi   |
| 5     | 7 giugno  | Gran Premio del Belgio       | Nismes          | David Vuillemin  | Claudio Federici | David Vuillemin  |
| 6     | 15 giugno | Gran Premio di San Marino    | Borgo Maggiore  | David Vuillemin  | Alessandro Puzar | David Vuillemin  |
| 7     | 28 giugno | Gran Premio d'Italia         | Montevarchi     | Alessandro Puzar | David Vuillemin  | David Vuillemin  |
| 8     | 12 luglio | Gran Premio di d'Austria     | Launsdorf       | Alessio Chiodi   | Alessio Chiodi   | Alessio Chiodi   |
| 9     | 19 luglio | Gran Premio dei Paesi Bassi  | Oss             | Alessio Chiodi   | Alessio Chiodi   | Alessio Chiodi   |
| 10    | 9 agosto  | Gran Premio di Francia       | Château-du-Loir | David Vuillemin  | Alessio Chiodi   | David Vuillemin  |
| 11    | 23 agosto | Gran Premio di Germania      | Bielstein       | Alessio Chiodi   | Alessio Chiodi   | Alessio Chiodi   |

### Classifica finale piloti
| Pos. | Pilota               | Moto      | Punti |
| ---- | -------------------- | --------- | ----- |
| 1    | Alessio Chiodi       | Husqvarna | 345   |
| 2    | David Vuillemin      | Yamaha    | 310   |
| 3    | Alessandro Puzar     | TM        | 246   |
| 4    | Claudio Federici     | Yamaha    | 217   |
| 5    | Luigi Seguy          | Honda     | 155   |
| 6    | Brian Jorgensen      | Suzuki    | 144   |
| 7    | Carl Nunn            | Yamaha    | 141   |
| 8    | Alessandro Belometti | Yamaha    | 126   |
| 9    | James Dobb           | Honda     | 124   |
| 10   | Philippe Dupasquier  | TM        | 123   |